# Pustynia mgielna

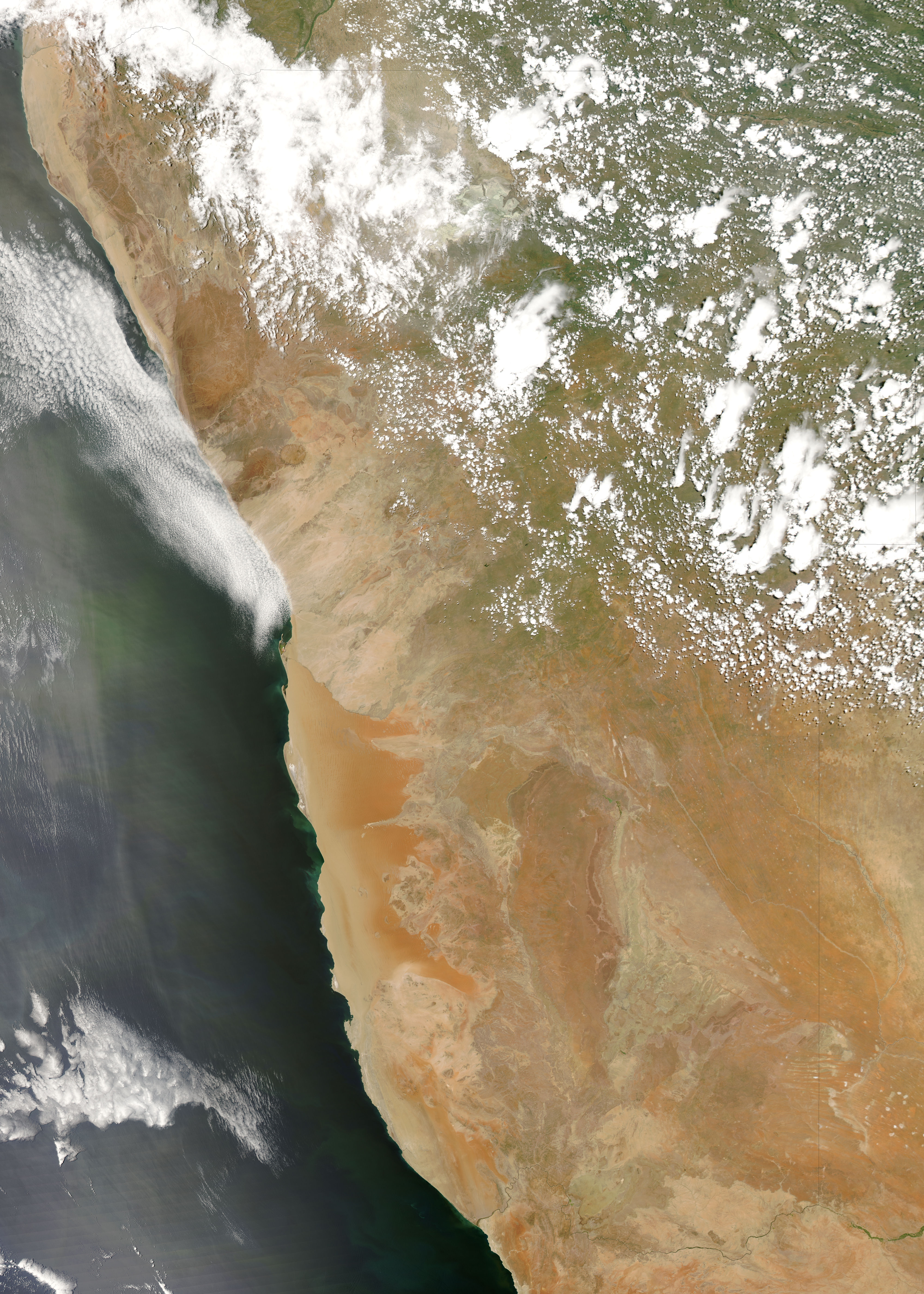
Pustynia mgielna - Namib (zdjęcie satelitarne)

Pustynia mgielna – pustynia odznaczająca się specyficznymi warunkami klimatycznymi. Spotyka się ją w miejscach, gdzie brzegi kontynentu obmywa zimny prąd morski, pod wpływem którego nad pustynią powstają mgły. Są one jedynym dostarczycielem wilgoci, ponieważ deszcze bardzo rzadko padają. Pustynią mgielną jest afrykańska pustynia Namib oraz w Ameryce Płd. Atakama.